# Sukalaksana (Sukanagara)
Sukalaksana is een bestuurslaag in het regentschap Cianjur van de provincie West-Java, Indonesië. Sukalaksana telt 3976 inwoners (volkstelling 2010).